# Där solen alltid skiner
Där solen alltid skiner är en svensk dramakomediserie som har en planerad premiär på Sky Showtime den 10 november 2025. Serien, som består av sex avsnitt, är skapad och regisserad av Felix Herngren efter ett manus skrivet av Maria Nygren.

## Handling
Serien handlar om Tom och Petra som sålt sin Ica-butik i Linköping för en rekordsumma. Nu lever de tillsammans med sina söner ett liv i lyx på Mallorca.

## Rollista (i urval)
- Jerka Johansson – Timmy Kraft
- Per Lasson – Tom Kraft
- Rakel Wärmländer – Maja Kraft
- Lisa Linnertorp – Petra Kraft
- Claes Månsson
- Suzanne Reuter
- August Wittgenstein
- Sofia Ledarp
- Peter Magnusson
- David Nzinga
- Inger Nilsson
- David Batra
- Christopher Wollter
- Elvin Philipson
- Iris Herngren
- Elis Gerdt